# Pishan
Pishan (en chino, 皮山县; pinyin, Píshān xiàn) también conocida por su nombre uigur de Guma (en uigur: گۇما, romanizado: Guma, en chino, 固玛; pinyin, Gùmǎ) es un condado bajo la administración directa de la Prefectura Jotán en la Región autónoma de Sinkiang, República Popular China. Su área es de 39 463 km² y su población total para 2010 superó los 258 mil habitantes.

## Administración
Desde enero de 2016, el condado Pishan se divide en 16 pueblos que se administran en 6 poblados, 8 villas y 2 villas étnicas.